# Empis sesquata
Empis sesquata är en tvåvingeart som först beskrevs av Ito 1961.  Empis sesquata ingår i släktet Empis och familjen dansflugor. Inga underarter finns listade i Catalogue of Life.